# Le Cauchemar (film, 1896)
 (juillet 2025).
Pour l’article homonyme, voir Le Cauchemar (film, 1914).
Pour plus de détails, voir Fiche technique et Distribution.
Le Cauchemar est un film de Georges Méliès, sorti en 1896.

## Synopsis
Un homme s'ébat pendant son sommeil et, éveillé (ou dans son imagination onirique), voit apparaître une femme au bout de son lit. Il veut l'y inviter, quand soudain, elle se transforme en satyre dansant, puis en Pierrot (la musique jouée alors est Au clair de la lune). Les cloisons de la chambre s'ouvrent alors, et une lune grimaçante apparaît. Alors qu'il veut la frapper, elle redevient normale, quand arrivent les trois anciens personnages qui se mettent à danser autour de lui. Enfin, il se réveille, et se rend compte qu'il cauchemardait. 